# Coup de pied en arrière
En boxe, le coup de pied vers l’arrière (en langue anglaise : back kick) est un coup de pied donné dans le dos, porté généralement avec le talon (partie dure du pied), avec une légère inclinaison du tronc dans la direction opposée.
Cette technique existe sous deux formes principales :
1. La trajectoire est en ligne directe de type « percutant » ou « pénétrant » (voire « repoussant »).
2. Le coup remonte et est « crocheté » (fouetté à l’envers autour du genou, forme de type Coup de pied crocheté ou hook kick). Cette technique est très efficace lorsqu’on est près de l’adversaire pour atteindre les cibles de la ligne moyenne ou basse.

Sous ces deux variantes, le coup de pied vers l’arrière peut être donné :
- De la jambe avant avec une rotation de l’appui et donc du tronc (pivot avec demi-tour vers l’arrière).
- De la jambe arrière avec une rotation complète de l’ensemble du corps (tour entier ou 360°) que fait perdre de vue l’adversaire pendant un court moment. Cette technique est dénommée « retournée » (en anglais spinning back kick ou turning back-kick) et est particulièrement puissante.

La technique peut être également portée en sautant de loin ou au corps à corps. On le nomme « coup de pied vers l’arrière avec saut » (de type jumping back kick).

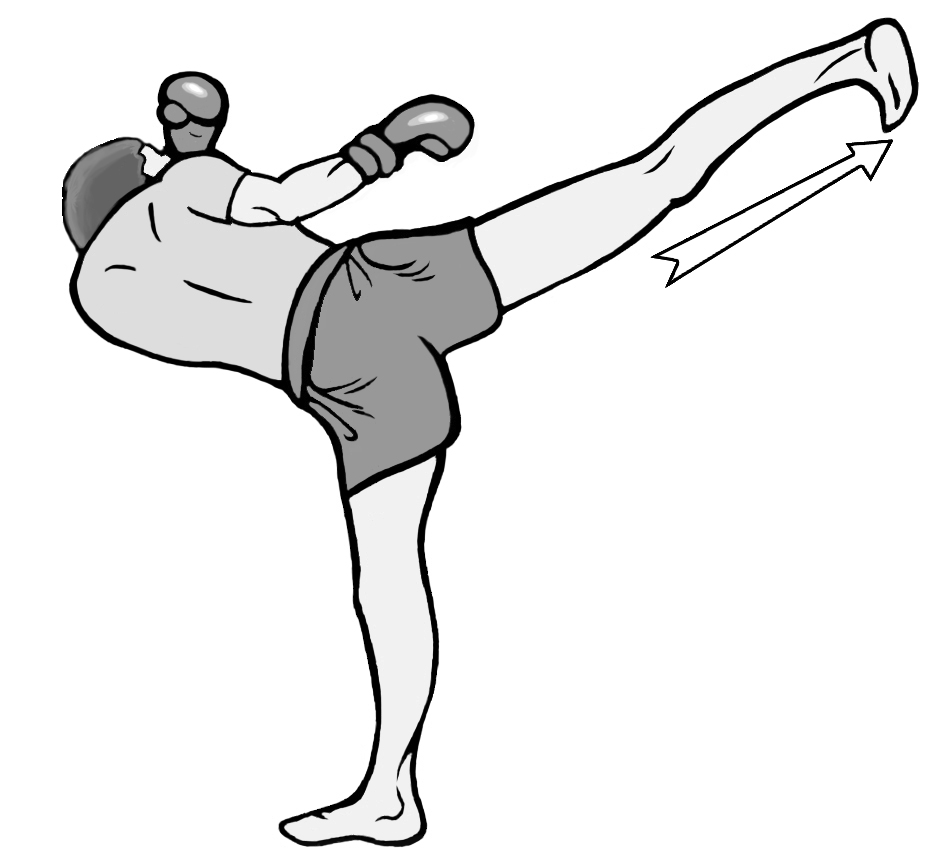
Coup de pied vers l’arrière en cardio-kickboxing
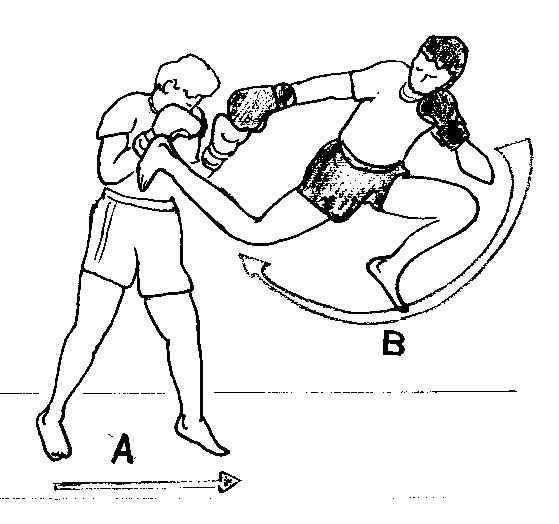
Coup de pied vers l’arrière avec saut

## Sources
- Alain Delmas, 1. Lexique de la boxe et des autres boxes (Document fédéral de formation d’entraîneur), Aix-en-Provence, 1981-2005 – 2. Lexique de combatique (Document fédéral de formation d’entraîneur), Toulouse, 1975-1980
- Gabrielle et Roland Habersetzer, Encyclopédie des arts martiaux de l’extrême orient, Editions Amphora, 2000